# نورثروپ گرومن فایربرد
نورثروپ گرومن فایربرد (به انگلیسی: Northrop Grumman Firebird) یک هواپیمای ساختِ کارخانهٔ نورثروپ گرومن در کشور ایالات متحده آمریکا است. این هواپیما برای نخستین بار در ۱ فوریه ۲۰۱۱ میلادی مورد استفاده قرار گرفت.